# Grote Landenprijs
De Grote Landenprijs (Frans: Grand Prix des Nations) was een eendaagse wielerwedstrijd die van 1932 tot en met 2004 werd verreden als een individuele tijdrit en gold jarenlang als een van de belangrijkste tijdritten die werd verreden. Op de erelijst prijken vele grote namen als Jacques Anquetil, Louison Bobet, Fausto Coppi, Bernard Hinault, Eddy Merckx, Raymond Poulidor en Tony Rominger. Recordhouder is de Fransman Anquetil die de wedstrijd negen keer won. Hinault een andere tijdrijder uit Frankrijk, won vijf keer.
Tot en met 1972 werd de wedstrijd in de omgeving van de Franse hoofdstad Parijs verreden. In WO-II waren er ook twee edities in Vichy-Frankrijk naast de edities in bezet Frankrijk. Van 1973-1976 werd de wedstrijd verplaatst naar West-Frankrijk, van 1977-1990 naar Zuid-Frankrijk (Cannes-Cannes), vervolgens werden twee edities in het buitenland verreden (1991 in Italië en 1992 in Spanje) en van 1993-1998 naar Noordoost-Frankrijk (Lac de Madine) en van 1999-2004 werd de wedstrijd in Noordwest-Frankrijk (Normandië) verreden.
De wedstrijd werd meestal verreden in september maar ook dertien keer in oktober en was van 1991-1993 als finale wedstrijd onderdeel van de wereldbeker, in 1991 in het Italiaanse Bergamo (annex met Trofeo Baracchi), in 1992 in het Spaanse Palma op Mallorca en in 1993 rond het Lac de Madine. Met de invoering van het wereldkampioenschap tijdrijden verloor de wedstrijd aan belang en populariteit. Met de invoering van de UCI ProTour in 2005 verdween de wedstrijd van de kalender. In 2006 werd de gelijkaardige wedstrijd Chrono des Herbiers hernoemd naar Chrono des Nations, naar de Grote Landenprijs.
De Grote Landenpijs werd elfmaal door een Belgische en tweemaal door een Nederlandse wielrenner gewonnen.

## Erelijst
| Jaar | Datum | Start - Finish                                    | Afstand  | Winnaar                |
| ---- | ----- | ------------------------------------------------- | -------- | ---------------------- |
| 1932 | 18-09 | Versailles - Montrouge                            | 142,0 km | Maurice Archambaud     |
| 1933 | 10-09 | Versailles - Montrouge                            | 142,0 km | Raymond Louviot        |
| 1934 | 16-09 | Versailles - Montrouge                            | 140,0 km | Antonin Magne          |
| 1935 | 08-09 | Versailles - Montrouge                            | 140,0 km | Antonin Magne          |
| 1936 | 20-09 | Versailles - Montrouge                            | 142,0 km | Antonin Magne          |
| 1937 | 12-09 | Versailles - Montrouge                            | 142,0 km | Pierre Cogan           |
| 1938 | 18-09 | Versailles - Montrouge                            | 140,0 km | Louis Aimar            |
|      |       |                                                   |          |                        |
| 1941 | 07-09 | Condom - Toulouse *                               | 121,0 km | Jules Rossi            |
| 1941 | 14-09 | Saint-Cloud - Parc des Prines **                  | 116,0 km | Louis Aimar            |
| 1942 | 23-08 | ? - ? **                                          | 142,0 km | Emile Idée             |
| 1942 | 06-09 | Avignon - Marseille *                             | 116,0 km | Jean-Marie Goasmat     |
| 1943 | 29-09 | Versailles - Parijs                               | 140,3 km | Joseph Somers          |
| 1944 | 24-09 | Versailles - Parijs                               | 085,0 km | Emile Carrara          |
| 1945 | 16-09 | Versailles - Parijs                               | 140,0 km | Eloi Tassin            |
| 1946 | 15-09 | Versailles - Parijs                               | 140,3 km | Fausto Coppi           |
| 1947 | 21-09 | Versailles - Parijs                               | 140,3 km | Fausto Coppi           |
| 1948 | 19-09 | Versailles - Parijs                               | 140,3 km | René Berton            |
| 1949 | 18-09 | Parijs - Parijs                                   | 140,3 km | Charles Coste          |
| 1950 | 17-09 | Parijs - Parijs                                   | 140,3 km | Maurice Blomme         |
| 1951 | 16-09 | Parijs - Parijs                                   | 140,3 km | Hugo Koblet            |
| 1952 | 18-09 | Parijs - Parijs                                   | 140,3 km | Louison Bobet          |
| 1953 | 27-09 | Parijs - Parijs                                   | 140,3 km | Jacques Anquetil       |
| 1954 | 19-09 | Parijs - Parijs                                   | 140,3 km | Jacques Anquetil       |
| 1955 | 25-09 | Parijs - Parijs                                   | 140,3 km | Jacques Anquetil       |
| 1956 | 23-09 | Parijs - Parijs                                   | 100,0 km | Jacques Anquetil       |
| 1957 | 22-09 | Parijs - Parijs                                   | 100,0 km | Jacques Anquetil       |
| 1958 | 21-09 | Parijs - Parijs                                   | 100,0 km | Jacques Anquetil       |
| 1959 | 20-09 | Versailles - Parijs                               | 100,0 km | Aldo Moser             |
| 1960 | 18-09 | Versailles - Parijs                               | 101,0 km | Ercole Baldini         |
| 1961 | 17-09 | Versailles - Parijs                               | 100,0 km | Jacques Anquetil       |
| 1962 | 16-09 | Versailles - Parijs                               | 100,0 km | Ferdinand Bracke       |
| 1963 | 15-09 | Versailles - Parijs                               | 100,0 km | Raymond Poulidor       |
| 1964 | 20-09 | Versailles - Parijs                               | 100,0 km | Walter Boucquet        |
| 1965 | 19-09 | Auffargis - Parijs                                | 073,7 km | Jacques Anquetil       |
| 1966 | 25-09 | Auffargis - Parijs                                | 072,0 km | Jacques Anquetil       |
| 1967 | 24-09 | Parijs - Parijs                                   | 073,2 km | Felice Gimondi         |
| 1968 | 22-09 | Parijs - Parijs                                   | 073,5 km | Felice Gimondi         |
| 1969 | 19-10 | Vincennes - Vincennes                             | 100,0 km | Herman Vanspringel     |
| 1970 | 18-10 | Auffargis - Vincennes                             | 101,0 km | Herman Vanspringel     |
| 1971 | 24-10 | Chevreuse - Vincennes                             | 076,0 km | Luis Ocaña             |
| 1972 | 22-10 | Chevreuse - Vincennes                             | 078,0 km | Roger Swerts           |
| 1973 | 06-10 | Saint-Jean-de-Monts - Saint-Jean-de-Monts         | 080,0 km | Eddy Merckx            |
| 1974 | 06-10 | Angers - Angers                                   | 090,0 km | Roy Schuiten           |
| 1975 | 05-10 | Angers - Angers                                   | 090,0 km | Roy Schuiten           |
| 1976 | 03-10 | Angers - Angers                                   | 090,0 km | Freddy Maertens        |
| 1977 | 02-10 | Cannes - Cannes                                   | 090,0 km | Bernard Hinault        |
| 1978 | 24-09 | Cannes - Cannes                                   | 090,0 km | Bernard Hinault        |
| 1979 | 23-09 | Cannes - Cannes                                   | 090,0 km | Bernard Hinault        |
| 1980 | 12-10 | Cannes - Cannes                                   | 090,0 km | Jean-Luc Vandenbroucke |
| 1981 | 27-09 | Cannes - Cannes                                   | 090,0 km | Daniel Gisiger         |
| 1982 | 26-09 | Cannes - Cannes                                   | 090,0 km | Bernard Hinault        |
| 1983 | 25-09 | Cannes - Cannes                                   | 089,0 km | Daniel Gisiger         |
| 1984 | 23-09 | Cannes - Cannes                                   | 089,0 km | Bernard Hinault        |
| 1985 | 22-09 | Cannes - Cannes                                   | 089,0 km | Charly Mottet          |
| 1986 | 28-09 | Cannes - Cannes                                   | 089,0 km | Sean Kelly             |
| 1987 | 27-09 | Cannes - Cannes                                   | 089,0 km | Charly Mottet          |
| 1988 | 25-09 | Cannes - Cannes                                   | 089,0 km | Charly Mottet          |
| 1989 | 24-09 | Cannes - Cannes                                   | 089,0 km | Laurent Fignon         |
| 1990 | 23-09 | Cannes - Cannes                                   | 089,0 km | Thomas Wegmüller       |
| 1991 | 26-10 | Bergamo - Bergamo ***                             | 064,0 km | Tony Rominger          |
| 1992 | 24-10 | Palma (Mallorca) - Palma                          | 056,0 km | Johan Bruyneel         |
| 1993 | 16-10 | Lac de Madine - Lac de Madine                     | 062,5 km | Armand de Las Cuevas   |
| 1994 | 24-09 | Lac de Madine - Lac de Madine                     | 084,5 km | Tony Rominger          |
|      |       |                                                   |          |                        |
| 1996 | 21-09 | Lac de Madine - Lac de Madine                     | 070,0 km | Chris Boardman         |
| 1997 | 20-09 | Lac de Madine - Lac de Madine                     | 072,0 km | Uwe Peschel            |
| 1998 | 19-09 | Lac de Madine - Lac de Madine                     | 072,0 km | Francisque Teyssier    |
| 1999 | 18-09 | Forges-les-Eaux - Forges-les-Eaux                 | 071,0 km | Serhij Hontsjar        |
| 2000 | 16-09 | Yvetot - Yvetot                                   | 075,0 km | Lance Armstrong        |
| 2001 | 22-09 | Saint-Romain-de-Colbosc - Saint-Romain-de-Colbosc | 074,0 km | Jens Voigt             |
| 2002 | 21-09 | Le Havre - Le Havre                               | 067,0 km | Uwe Peschel            |
| 2003 | 21-09 | Dieppe - Dieppe                                   | 070,0 km | Michael Rich           |
| 2004 | 19-09 | Elbeuf-sur-Seine - Elbeuf-sur-Seine               | 054,0 km | Michael Rich           |

* Wedstrijd in vrije zone
** Wedstrijd in bezet gebied
*** annex Trofeo Baracchi

### Meervoudige winnaars
| Zeges | Renner             | Jaren                                                |
| ----- | ------------------ | ---------------------------------------------------- |
| 9     | Jacques Anquetil   | 1953, 1954, 1955, 1956, 1957, 1958, 1961, 1965, 1966 |
| 5     | Bernard Hinault    | 1977, 1978, 1979, 1982, 1984                         |
| 3     | Antonin Magne      | 1934, 1935, 1936                                     |
| 3     | Charly Mottet      | 1985, 1987, 1988                                     |
| 2     | Fausto Coppi       | 1946, 1947                                           |
| 2     | Felice Gimondi     | 1967, 1968                                           |
| 2     | Herman Vanspringel | 1969, 1970                                           |
| 2     | Roy Schuiten       | 1974, 1975                                           |
| 2     | Daniel Gisiger     | 1981, 1983                                           |
| 2     | Tony Rominger      | 1991, 1994                                           |
| 2     | Uwe Peschel        | 1997, 2002                                           |
| 2     | Michael Rich       | 2003, 2004                                           |

### Overwinningen per land
| Zeges | Land                                           |
| ----- | ---------------------------------------------- |
| 35    | Frankrijk                                      |
| 11    | België                                         |
| 6     | Italië, Zwitserland                            |
| 5     | Duitsland                                      |
| 2     | Nederland                                      |
| 1     | Ierland, Oekraïne, Spanje, Verenigd Koninkrijk |